# جان قزوینیان

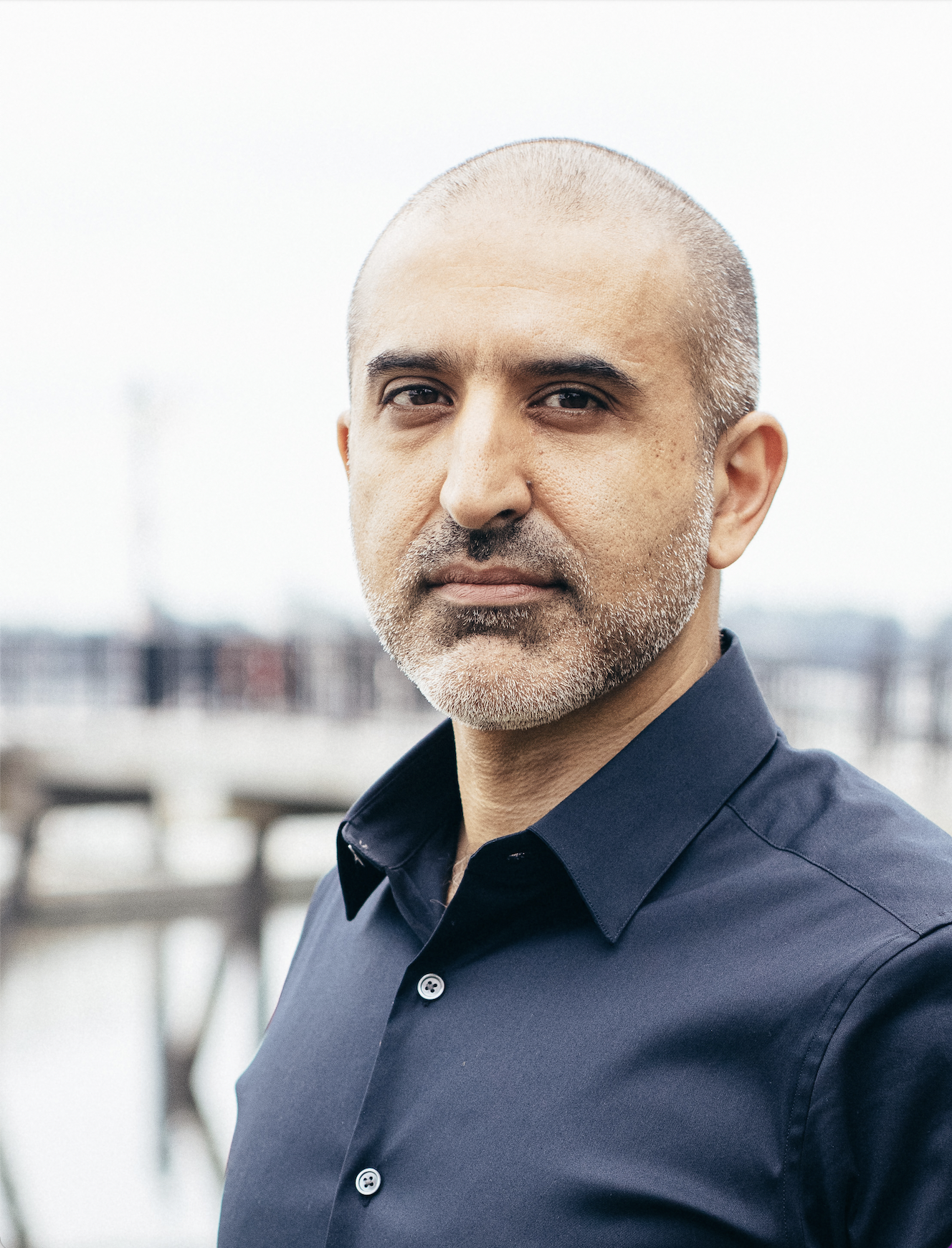
جان قزوینیان، ژورنالیست و مورخ ایرانی - ۲۰۲۲

جان قزوینیان (به انگلیسی: John Ghazvinian) روزنامه‌نگار و مورخ ایرانی- آمریکایی است. وی مدیر موقت مرکز خاورمیانه در دانشگاه پنسیلوانیا در فیلادلفیا است.او بیشتر به خاطر کتابش، آمریکا و ایران: تاریخ، 1720 تا کنون شناخته شده است - که توسط نیویورک تایمز به عنوان یکی از 100 کتاب قابل توجه سال 2021 نامگذاری شد. او قبلا به عنوان روزنامه نگار کار می کرد و برای نیوزویک،نیویورک تایمز، نیشن، واشنگتن پست، ساندی تایمز و پولیتیکو نوشته است. در سال 2009، او یک بورسیه تحصیلی از شرکت کارنگی، و در سال 2016 بورسیه دیگری از بنیاد ملی علوم انسانی - هر دو در حمایت از تحقیقات او در مورد تاریخ روابط ایالات متحده و ایران دریافت کرد. او همچنین نویسنده کتاب Untapped: The Scramble for Africa’s Oil (هارکورت، 2007) و یکی از سردبیران American and Muslim Worlds Before 1900 (Bloomsbury, 2020) است.

## زندگی حرفه‌ای
قزوینیان که در ایران زاده شد در لندن و لس آنجلس بزرگ شد. او هم اکنون در فیلادلفیا زندگی می‌کند. وی به دلیل نوشتن مقاله در مورد سیاست‌های نفتی آفریقا، نویسنده کتاب Untapped: Scramble for Oil Africa (هارکورت، ۲۰۰۷)، و یک نمایشگاه صنعت نفت در آفریقا شناخته می‌شود.
قزوینیان همچنین برای فصلنامه نیشن، نیوزویک، جی کیو و ویرجینیا می‌نویسد. او نویسنده Iran and America: A History و همچنین هماهنگ‌کننده مقاله American and Muslim Worlds before 1900 است.

## Untapped: Scramble for Oil Africa
کتاب Untapped: Scramble for Oil Africa به ویژه در بین مترقی‌ها ستایش گسترده‌ای را به دست آورد.
قزوینیان مدرک دکترای تاریخ خود را در دانشگاه آکسفورد به دست آورد و بورسیه تحصیلی «پژوهشگر عمومی» را از بنیاد ملی اوقاف برای علوم انسانی در سال ۲۰۱۶–۲۰۱۷ و همچنین بورس تحصیلی از ابتکار ویژه شرکت کارنگی در مورد اسلام در سال ۲۰۰۹–۲۰۰۹ دریافت کرد.
اندرو لئونارد در سلان از این کتاب نوشت که «برای هر کسی که هنوز معتقد است که بازارهای کنترل نشده بهترین راه برای درمان همه بیماریهای ملل فقیر جهان است، باید این کتاب را بخواند.»
بوستون گلوب این کتاب را «یک تجزیه و تحلیل عالی از آنچه نفت آفریقا به معنای جهانی گرسنه و ملت‌های آفریقایی درگیر» می‌نامد.
نیویورک تایمز این کتاب را «ادراکی» خواند و گفت که «این نکته را تاکید می‌کند که یک استراتژی متفکرانه برای بلند کردن میلیارد دلاری غفلت باید در برابر غول‌های نفتی جهانی که در زمینه تجارت خود فعالیت می‌کنند، رقابت کند.»

## یادداشت
1. ↑  National Endowment for the Humanities, "National Endowment for the Humanities Grant Awards and Offers July 2016" 2016
2. ↑  , National Endowment for the Humanities, "National Endowment for the Humanities Grant Awards and Offers July 2016" 2016
3. ↑  Leonard, Andrew. The real heart of darkness. May 5, 2007. Salon.com
4. ↑  Muldow, Anna. A fierce new thirst for African's treasure. The Boston Globe. May 6, 2007
5. ↑  Kotkin, Stephen. "In Africa, One Step Forward and Two Back". The New York Times. July 8, 2007 Retrieved May 21, 2010.